# Desa Paberasan (administrativ by i Indonesien, Jawa Tengah)
Desa Paberasan är en administrativ by i Indonesien.   Den ligger i provinsen Jawa Tengah, i den västra delen av landet, 300 km sydost om huvudstaden Jakarta.